# Op de dierenambulance met
Op de dierenambulance met is een Nederlands televisieprogramma dat door de Evangelische Omroep wordt uitgezonden op Zapp, NPO 3.

## Het programma
In iedere aflevering doet een Bekende Nederlander verslag van dat hij of zij één dag meerijdt met de vrijwilligers van de dierenambulance. Samen verlenen ze hulp aan zowel huis- als wilde dieren die dat nodig hebben.